# Trolleybus de Paris
Le trolleybus de Paris est un ancien réseau de transports en commun de la ville de Paris. Le réseau de trolleybus, mis en service en 1943, a fonctionné jusqu'en 1966. À son apogée, le réseau comprenait quatre lignes, avec un parc de 95 voitures qui en faisait l'un des plus grands réseaux de trolleybus de France après Lyon et Marseille.

## Histoire
Les trolleybus font leur apparition en région parisienne afin de pallier le manque d'autobus, à l'inverse des autres réseaux français où ils ont remplacé les tramways, une part importante du parc de la STCRP ayant été réquisitionnée par l'armée après le déclenchement de la seconde Guerre mondiale.
Le 27 août 1940, la STCRP — dont le réseau sera exploité par la CMP dès 1941 — passe commande de 40 Vétra CS 60 qui ne seront reçus que fin 1942 pour une mise en service sur la ligne 63 le 8 janvier 1943, puis sur la 64 le 6 septembre 1943, ces deux lignes prennent les numéros 163 et 164 en novembre 1945. Ces nouveaux véhicules permettent de libérer des autobus qui sont réaffectés à d'autres lignes. Un plan de développement prévoyant un réseau de 400 véhicules et 30 lignes est alors envisagé, il prévoyait d'équiper les lignes 104, 105, 106, 108, 111, 112, 113, 114, 118, 120, 121, 125, 126, 144, 147, 148, 150, 152, 158, 176, 183, 185, 188, 194 et la Petite Ceinture (PC).
En 1949 la RATP nouvellement créée reprend le développement des trolleybus avec l'équipement de la ligne 183 le 16 janvier 1950 avec un nouveau modèle, le Vétra VBRh suivie de la ligne 185 le 15 janvier 1953.
En 1955, la RATP abandonne son programme d'équipement des grandes lignes radiales de banlieue au profit d'autobus plus moderne, la ligne 125 avait commencé à recevoir les poteaux supportant la ligne aérienne au moment de l'arrêt du projet. Vers 1957-1958, tandis que les lignes 163 et 164 sont prolongées; les CS 60 sont remplacés par des Vétra VBF mais ce changement de matériel est le chant du cygne du réseau, : dès 1959 la ligne 164 est partiellement exploitée en autobus puis en totalité le 1er janvier 1960, la 163 subit le même sort le 1er avril 1962 et les lignes 183 et 185 le 1er avril 1966.

## Lignes
En 1943, le réseau compte deux lignes :
- 63 Porte de Champerret – Petit Colombes
- 64 Porte de Champerret – Église de Colombes

Elles sont renumérotées 163 et 164 en novembre 1945.
En 1953 il se compose comme suit :
- 163 Porte de Champerret – Petit Colombes
- 164 Porte de Champerret – Église de Colombes
- 183 Porte de Choisy - Choisy-le-Roi (Rouget de l'Isle)
- 185 Porte d'Italie - Thiais (Cimetière parisien)

Le 8 janvier 1955, la ligne 164 est prolongée de Colombes jusqu'à la place 11 novembre 1918 à Argenteuil, la ligne 163 est quant à elles prolongée de Colombes à la place du Grand Cerf à Bezons le 6 janvier 1957, permettant au réseau d'atteindre son apogée avec 36,2 kilomètres plus le raccordement de service entre les terminus es lignes 183 et 185.

## Matériel roulant
La flotte initiale est constituée de 40 Vétra CS 60 mis en service en 1943 et réformés vers 1957-1958 car arrivés à bout de souffle, ils sont remplacés par les Vétra VBF qui récupèrent leur chaine de traction. En l'absence de ligne aérienne dans les dépôts, un moteur de Peugeot 202 permettait aux véhicules de se déplacer.
En 1950, le parc est complété par les Vétra VBRh, permettant de porter le parc total à 95 unités fin 1953.
Après la suppression des trolleybus, les VBRh sont revendus à Limoges et les VBF à Grenoble.

## Vestiges
Quelques véhicules existent toujours.
Le VBF no 8114, renuméroté 662 à Grenoble est conservé dans les collections de l'Histo Bus Dauphinois. Le 637 grenoblois, dont le numéro RATP est inconnu, est conservé par l'AMTUIR tandis que les 8130 et 8115, devenus 633 et 653 à Grenoble ils ont été conservés par le Deutsches Straßenbahn Museum Wehmingen en Allemagne mais, conservés à l'extérieur sans entretien ils ont finalement été détruits.

## Annexe